# Medford (Oklahoma)
Medford és una ciutat dels Estats Units a l'estat d'Oklahoma. Segons el cens del 2000 tenia 1.172 habitants.

## Demografia
Segons el cens del 2000, Medford tenia 1.172 habitants, 480 habitatges, i 304 famílies. La densitat de població era de 422,9 habitants per km².
Dels 480 habitatges en un 30,4% hi vivien nens de menys de 18 anys, en un 53,5% hi vivien parelles casades, en un 7,1% dones solteres, i en un 36,5% no eren unitats familiars. En el 35% dels habitatges hi vivien persones soles el 20,4% de les quals corresponia a persones de 65 anys o més que vivien soles. El nombre mitjà de persones vivint en cada habitatge era de 2,32 i el nombre mitjà de persones que vivien en cada família era de 3,01.
Per edats la població es repartia de la següent manera: un 24,7% tenia menys de 18 anys, un 6,7% entre 18 i 24, un 23,7% entre 25 i 44, un 20,7% de 45 a 60 i un 24,1% 65 anys o més.
L'edat mediana era de 41 anys. Per cada 100 dones de 18 o més anys hi havia 90,5 homes.
La renda mediana per habitatge era de 27.708 $ i la renda mediana per família de 38.571 $. Els homes tenien una renda mediana de 29.167 $ mentre que les dones 18.667 $. La renda per capita de la població era de 15.848 $. Entorn del 10,4% de les famílies i el 13,8% de la població estaven per davall del llindar de pobresa.

## Poblacions més properes
El següent diagrama mostra les poblacions més properes.